# Хвигура

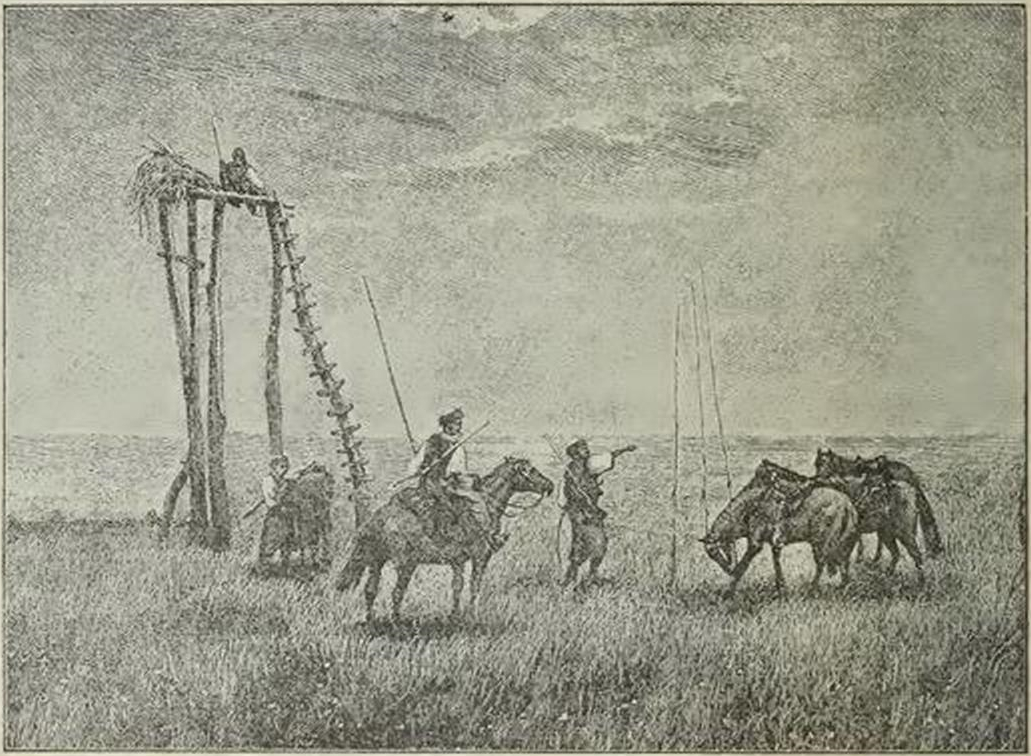
Запорожська хвигура (виглядають, чи не наближається ворог)

Хвигура (Сигнальна вежа) — трапецієподібна сигнальна вогняно-димова споруда, яку використовувала козацька сторожа для передачі інформації про наближення або напад татарських загонів. Як тільки на обрії з'являлися вороги, ці вежі спалахували, попереджаючи все козацьке військо і мирне населення про небезпеку.

## Опис конструкції

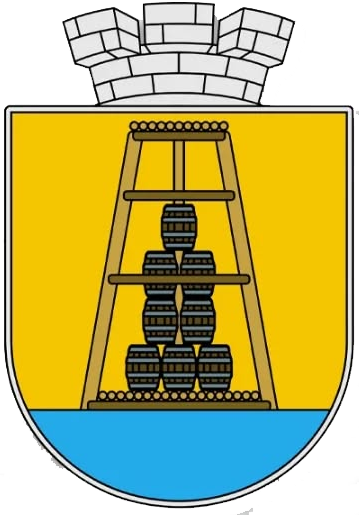
Хвигура на гербі Новоселівки, найстарішого району міста Костянтинівка

Хвигура встановлювалася на підвищеннях, курганах або інших стратегічних точках. Вона складалася з 19 просмолених бочок із одним днищем і однієї бочки без дна. Конструкція споруди виглядала так:
Шість бочок у нижньому ярусі розташовувалися колом і обв’язувалися просмоленими канатами.
Наступний ярус складався з п’яти бочок, далі йшли три, дві, а на самому вершечку стояла одна бочка без дна.
Усередину споруди заливали смолу.
Над верхньою бочкою встановлювали залізний прут із блоком, через який протягували мотузок із запалювачем та грузилом, що опускалося в порожнину.

## Функціонування системи попередження

Хвигура на гербі Кубанської Народної Республіки

В Україні існувала розгалужена система сторожових постів, яка дозволяла швидко передавати сигнал тривоги. Якщо дозорні помічали наближення ворогів, вони негайно підпалювали хвигуру. Вогонь і дим були видимими на сусідніх вежах, після чого там теж запалювали сигнальний вогонь. Таким чином, сигнал передавався вглиб території України за короткий проміжок часу.

## Інші значення
Окрім сигнальних веж, хвигурами також називали дерев’яні споруди, зведені на пам’ять про визначні події, а також придорожні хрести.

## У культурі
Опис хвигури зустрічається в романі Олександра Ільченка «Козацькому роду нема переводу, або ж Мамай і чужа молодиця» (1967). У творі детально змальовується функціонування сторожових веж та їхня роль у захисті України від загарбників.
В наш час побачити хвигуру можна в Києві, в музеї просто неба Мамаєва Слобода.